# Modelo biomédico
El modelo biomédico es el modelo dominante de enfermedad utilizado en la mayoría de los entornos de atención médica occidentales, y se construye a partir de la percepción de que un estado de salud se define puramente en ausencia de enfermedad. El modelo biomédico contrasta con las teorías sociológicas del cuidado, y generalmente se asocia con peores resultados y mayor desigualdad en salud en comparación con los modelos socialmente basados.
Las formas del modelo biomédico han existido desde antes del 400 a. C., con Hipócrates, el "padre de la medicina", que abogaba por las etiologías físicas de la enfermedad. A pesar de esto, el modelo no formó la visión dominante de la salud hasta el siglo XIX, durante la Revolución Científica.
Las críticas al modelo generalmente rodean su percepción de que la salud es independiente del entorno sociocultural en el que ocurre, y puede definirse de una manera, en todas las poblaciones. De manera similar, el modelo también es criticado por su visión del sistema de salud como sociopolíticamente neutral, y no como una fuente de poder sociocultural o incrustado en la estructura de la sociedad.

## Características del modelo biomédico
En su libro Sociedad, cultura y salud: una introducción a la sociología para enfermeras, las sociólogas de la salud, K. Willis y S. Elmer, describen ocho "características" del enfoque del modelo biomédico para la enfermedad y la salud.
- Doctrina de la etiología específica: que toda enfermedad y dolencia es atribuible a una disfunción fisiológica específica.
- Cuerpo como máquina: que el cuerpo está formado por una maquinaria que debe ser reparada por los médicos.
- Dualismo mente-cuerpo : que la mente y el cuerpo son entidades separadas que no se interrelacionan.
- Reduccionismo
- Definición estricta de salud: un estado de salud es siempre la ausencia de una enfermedad definible.
- Individualista: que las fuentes de mala salud siempre están en el individuo, y no en el entorno en el que se produce la salud.
- Tratamiento versus prevención: que el enfoque de la salud está en el diagnóstico y tratamiento de la enfermedad, no en la prevención.
- Tratamiento imperativo: que la medicina pueda 'arreglar la maquinaria rota'.
- Proceso científico neutral: que los sistemas de atención de la salud y los agentes de la salud son social y culturalmente independientes e irrelevantes.